# Заповідник носорогів Хама
Заповідник носорогів Хама (англ. Khama Rhino Sanctuary) — громадський проект дикої природи в Ботсвані, розташований приблизно за 25 кілометрів за межами Серове. Він охоплює приблизно 8 585 гектарів піщаного заповідника Калахарі та є домом для білих і чорних носорогів, а також понад 30 інших видів ссавців і понад 230 видів птахів. Заповідник був заснований у 1992 році, щоб допомогти врятувати зниклого носорога та відновити історичні популяції дикої природи, а також для розвитку навколишньої громади. Окрім розведення носорогів, у заповіднику також є центр екологічної освіти, кемпінги, шале та ресторан. Кошти в основному генеруються від туризму та від продажу тварин іншим фермам, коли потужність власності перевищена.

## Історія та збереження
У 1989 році через занепокоєння браконьєрством носорогів жителі Серове створили заповідник дикої природи за підтримки Яна Кхами. Перших чотирьох білих носорогів було завезено в 1992 році, а в 1993 році земельна рада Нгвато офіційно надала заповіднику землю навколо сухого озера Серве Пан. Чорний носоріг, що перебуває під загрозою зникнення, був знову інтродукований у 2002 році.
Заповідник є домом для інших диких тварин, які оселилися природним шляхом або були переселені. Сюди входять жирафи, канни, червоні гну, гну, зебри, блакитні гну, спрингбоки, імпали, водяні козули, куду, гепарди, чорноспинні шакали, бурі гієни, леопарди, страуси, антилопи, вухаті лисиці, рисі, африканські дикі коти, стенбоки, дукери, каракали та малі плямисті генети. Види птахів, виявлені в заповіднику, включають цесарку в шоломах і стерв'ятника. Основний природоохоронний проект, здійснений Khama Rhino Sanctuary, це програма розведення носорогів. Станом на 2014 рік 28 носорогів було переселено в інші зони дикої природи Південної Африки. На веб-сайті заповідника повідомляється, що його довгостроковою метою є «створення середовища, в якому чорні та білі носороги можуть безпечно розмножуватися» і повернути їх у природне середовище проживання. Перший чорний носоріг народився в 2007 році, а два білих носорога народилися в 2009 році.